# Charles-François Toustain
Charles-François Toustain (Repas, 13 de octubre de 1700 - Saint-Denis, 1 de julio de 1754) fue un religioso benedictino y escritor francés. 

## Vida
Hijo benjamín de Jaque Toustain de Bergeville, teniente de caballería, y de Françoise Eudes, hizo sus primeros estudios en la casa familiar y los prosiguió en Séez, donde su hermano mayor Nicolas era religioso de la cercana abadía de Saint-Martin. 
A los catorce fue enviado al colegio de Saint-Germer, y a los diecisiete entró como novicio en la abadía de Jumièges perteneciente a la congregación de San Mauro de la orden de San Benito, en la que tomó los votos el año siguiente.   
Estudió Filosofía y Teología en la abadía de la Trinidad de Fécamp, y griego y hebreo en la de Notre-Dame-de-Bonne-Nouvelle de Rouen, además de italiano, alemán, inglés y neerlandés.  Ordenado sacerdote a los veintinueve, y aficionado a la botánica, fue compañero inseparable de René Prosper Tassin, con quien compartió claustro, estudios y trabajos literarios en Jumièges, Saint-Ouen, Saint-Germain-des-Prés y Blancs-Manteaux hasta su muerte ocurrida en Saint-Denis a los 54 años por problemas hepáticos.

## Obra
A lo largo de su vida dejó escritas, solo o en colaboración con Tassin, varias obras de temática religiosa: 
- Remontrances adressées aux Révérends Peres Supérieurs de la Congrégation de Saint-Maur, assemblés pour la tenue du Chapitre général de mil sept cent trente-trois (París, 1733);
- La Vérité persécutée par l'erreur (La Haya, 2 vols, 1733), una recopilación de testimonios sobre la persecución de los cristianos durante los ocho primeros siglos;
- Histoire de l'abbaye de Saint Vandrille depuis l'introduction de la réforme de Saint-Maur (inédita), historia de la abadía de Saint-Wandrille;
- De l'autorité de miracles dans l'Église, publicada sin nombre del autor ni fecha, en la que expone las opiniones de San Agustín;
- Défense des titres et des droits de l'abbaye de Saint-Ouen (Roma, 1743);
- Nouveau traité de diplomatique (París, 6 vols., 1750–65), en la que desarrolla varios puntos de De re diplomatica de Jean Mabillon.  Toustain murió antes de ver publicado el segundo tomo.
- Simultáneamente, ambos religiosos trabajaron más de veinte años en la edición de las obras de San Teodoro Estudita, que nunca fue publicada.